# Ernestijnse hertogdommen

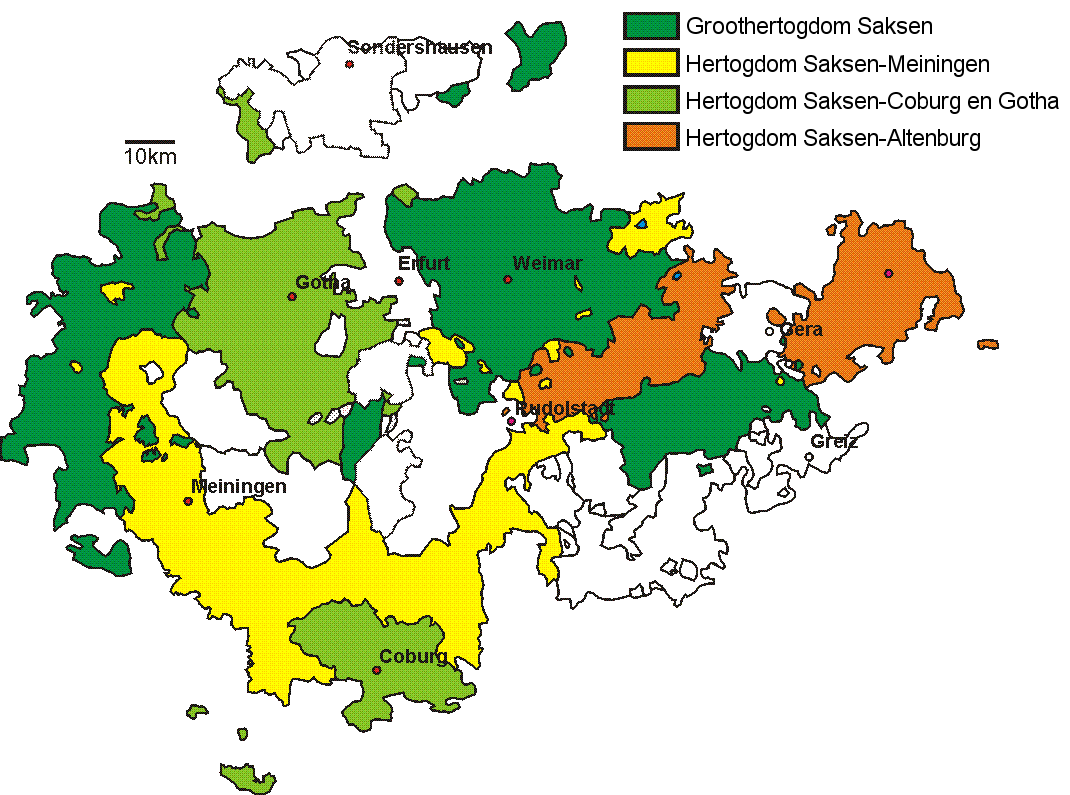
De Ernestijnse hertogdommen in 1910

De Ernestijnse hertogdommen of Saksische hertogdommen waren een wisselend aantal hertogdommetjes en na 1815 één groothertogdom in het huidige Thüringen (niet te verwarren met de Thüringse staten) die ontstonden uit verdeling van de nalatenschap van hertog Ernst I van Saksen-Wittenberg (1441-1486), keurvorst van Saksen onder zijn zoons.

## Ontstaan
Bij de Verdeling van Leipzig (26 augustus 1485) werden de bezittingen van het huis Wettin verdeeld onder de broers Albrecht (Albertijnse linie) en Ernst I (Ernestijnse linie). De Ernestijnse tak behield de titel van keurvorst, de Albertijnse tak die van hertog van Meißen en Noord-Thüringen (en zou later over de koninkrijken Saksen en Polen regeren).
Bij de Capitulatie van Wittenberg (1547) die een einde maakte aan de Schmalkaldische Oorlog verloren de Ernestijnen de keurvorstelijke titel en de meeste van hun erflanden aan de Albertijnen. Ze behielden een deel van hun Thüringse bezittingen: de heerlijkheden, steden en sloten Gerstungen, Eisenach, Wartburg, Kreuzburg, Tenneberg, Waltershausen, Leuchtenburg, Roda, Orlamünde, Gotha, Jena, Kapellendorf, Roßla, Weimar, Wachsenburg, Dornburg, Camburg, Buttstädt, Arnshaugk, Weida en Ziegenrück. Na de dood van hertog Johan Ernst I van Saksen-Coburg verkregen de Ernestijnen in 1553 ook nog Coburg, Sonneberg, Hildburghausen, Königsberg, Veilsdorf en Schalkau; in 1554 door het Verdrag van Naumburg verdere gebieden van keurvorst August van Saksen. In 1555 verkregen ze door ruil met de graven van Mansfeld de heerlijkheid Römhild en ten slotte in 1583 (de facto 1660) Meiningen, Themar, Maßfeld, Behrungen, Henneberg, Milz, Ilmenau, Kaltennordheim, Frauenbreitungen, Sand en Wasungen.

## Verdeling

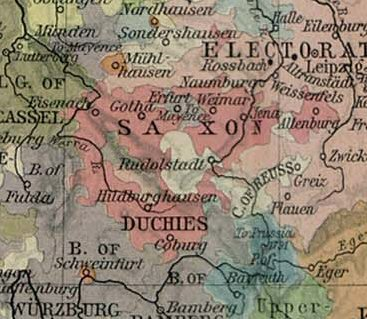
De Ernestijnse hertogdommen in 1786 (interne grenzen niet aangegeven)

Het Ernestijnse gebied werd sinds 1573 door steeds verdere verdeling van nalatenschap (als een hertog stierf werd zijn gebied verdeeld onder zijn zoons) steeds verder versplinterd. Door dit typische voorbeeld van Duitse Kleinstaaterei verloren de Ernestijnse hertogdommen, evenals de naburige Reussische en Schwarzburgse vorstendommen, elke politieke betekenis. In sommige perioden was het Ernestijnse gebied in elf verschillende staten verdeeld. Pas in 1826 deelde de Saksische koning Frederik August II het gebied opnieuw in met de staten Saksen-Meiningen, Saksen-Altenburg en Saksen-Coburg en Gotha. Het in 1815 tot groothertogdom verheven Saksen-Weimar-Eisenach bleef bij deze herindeling gespaard. Ook deze staten waren in politiek opzicht onbeduidend. Slechts Saksen-Coburg en Gotha verwierf zich internationale bekendheid door de uiterst succesvolle huwelijkspolitiek van de hertogen die de Coburgers tevens op de tronen van België, Portugal, het Verenigd Koninkrijk en Bulgarije bracht.
De vier resterende Ernestijnse hertogdommen namen in 1867 deel aan de Noord-Duitse Bond en in 1871 aan het Duitse Keizerrijk. Na de afschaffing van de monarchie gingen de Ernestijnse hertogdommen in de jaren 1918-1920 op in het bondsland Thüringen, behalve Coburg, dat per plebisciet besloot zich bij Beieren aan te sluiten.

## Ernestijnse hertogdommen
- Saksen-Coburg
  - Saksen-Coburg 1541 tot 1553
  - Saksen-Coburg 1596 tot 1633
  - Saksen-Coburg 1680 tot 1699
- Saksen-Jena 1672 tot 1690
- Saksen-Altenburg
  - Saksen-Altenburg 1603 tot 1672
  - Saksen-Altenburg 1826 tot 1918
- Saksen-Gotha 1640 tot 1680

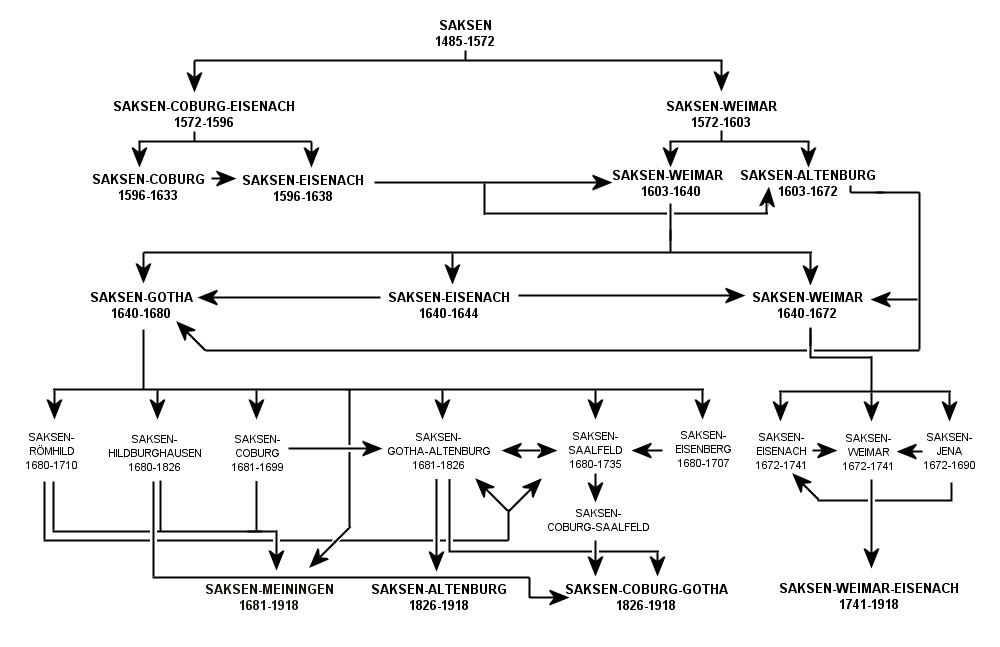
Staatkundige ontwikkeling van de Ernestijnse hertogdommen

- Saksen-Gotha-Altenburg 1681 tot 1826
- Saksen-Coburg en Gotha 1826 tot 1918
  - Saksen-Gota 1826 tot 1918
  - Saksen-Coburg 1826 tot 1918
- Saksen-Römhild 1680 tot 1710
- Saksen-Eisenberg 1680 tot 1707
- Saksen-Saalfeld 1680 tot 1735
  - Hertogdom Saksen-Coburg-Saalfeld 1735 tot 1826
- Saksen-Hildburghausen 1680 tot 1826
- Saksen-Meiningen 1681 tot 1918 (vanaf 1806 officieel)
- Saksen-Weimar:
  - Saksen-Weimar 1572 tot 1603
  - Saksen-Weimar 1603 tot 1640
  - Saksen-Weimar 1640 tot 1672
  - Saksen-Weimar 1672 tot 1741
- Saksen-Weimar-Eisenach 1741 tot 1918 (na 1903 officieel Groothertogdom Saksen)